# Коваленко Григорій Олексійович
Григорій Олексійович Коваленко (Григорій Коваленко, Грицько Коваленко; друкувався під псевдонімами Грицько Коваленко, Гр. Ков., Г. К., Гр. Вільний, К. Вільний, К. В., Гр. Липняцький; *24 січня 1868, с. Липняки (тепер у межах Баришівки) Переяславський повіт — 28 жовтня 1937, Полтава) — український письменник, журналіст, історик, етнограф, художник, громадський діяч, убитий у тюрмі НКВД СССР 1937.
Автор одного з перших (1906) підручників історії України — «Оповідання з Української історії» (7 видань), у якому українська історія розглядалася в контексті всесвітньої.

## Життєпис
Григорій Олексійович Коваленко народився 24 січня 1868 року в селі Липняки Переяславського повіту Полтавської губернії (тепер у складі селища Баришівка Київської області).
Як згадував сам письменник, це був «глухий закуток, далекий від залізниць». Тут, у сім'ї заможного козака минуло дитинство майбутнього автора «Української історії». У родині збереглися старі козацькі традиції, певна освіченість, любов до живопису та вміння малювати. Ось як писав Григорій Олексійович у короткій автобіографії (написаній у грудні 1921 року) про свою освіту:
|  | До восьми років я навчався дома, а коли вже добре вмів читати й писати, мене віддали в народну школу, курс якої я закінчив в одинадцять років. До чотирнадцяти років навчався самотужки, багато читав, допомагав у домашній роботі |

По закінченню в 1886 році Полтавської фельдшерської школи Григорій Олексійович повернувся на Переяславщину, і чотири роки працював земським фельдшером та вчителював в селі Дем'янець, збирав етнографічні матеріали.
1890 Григорій Коваленко виїхав з України до Москви, де протягом п'яти років служив у клініці Московського університету (з метою підвищення своєї кваліфікації). Тут і розпочав Григорій Олексійович свою літературну діяльність. Для народних видань він написав книжечку «О лечении ран», яка кілька разів перевидавалася російською, українською та болгарською мовами. У 1891 році Гр. Коваленко помістив в «Этнографическом обозрении», що виходило в Москві, свою першу наукову працю «О народной медицине в Переяславском уезде». У тому ж році він почав співпрацювати зі львівським журналом «Зоря».

### Повернення до України
1896 молодому літератору-початківцю допоміг улаштуватися секретарем у Чернігівській земській управі Борис Грінченко. Гриць Коваленко активно включився у громадське та культурне життя міста, де в цей час працювали Леонід Глібов, Микола Вороний, а згодом і Михайло Коцюбинський. У Чернігові проявилась багатогранність його дарувань. Він виступає як критик, пише вірші, драматургічну поему з життя еллінів «Зоя». Коли в Чернігові розпочало роботу видавництво Бориса Грінченка, яке за дуже короткий час випустило для народного читання 23 книжки з різних галузей науки та культури, Гриць Коваленко став його активним співробітником.
1905 Григорій Олексійович переїхав до Полтави. Тут службовцем у міській думі він працює аж до 1917 року, не припиняючи громадської та літературної роботи. Разом з Панасом Мирним видавав тижневик «Рідний край» (1905—06), брав участь у виданні та редагуванні медично-природничого журналу «Життя і знання» (у 1913—14 роки «Вісник життя і знання»), співпрацював у губернській ученій архівній комісії, виступав з лекціями, брав участь у проведенні літературних вечорів. У цей час Г. Коваленко займався також етнографічними дослідженнями. В «Этнографическом обозрении» вийшли його праці «О народной медицине в Переяславском уезде Полтавской губернии» (1891), «К народной медицине малороссов» (1891), «Деякі риси українського стилю в зв'язку з питанням про походження української хати» (1906). Як редактора журналу «Рідний край» його судили в 1907 році за друкування заборонених цензурою творів.
У цей же час письменник робить перші спроби популяризувати історію українського народу. Книга Г. Коваленка «Українська історія. Оповідання з історії України» вперше вийшла друком 1906 року і призначалась переважно слухачам недільних шкіл.
На початку Першої світової війни (1914) Гриць Коваленко був заарештований, і хоча його невдовзі відпустили, але стрес і нервування викликали бажання переїхати до Києва. Та це не вдалося, і він працював, за його висловлюванням, «взявши на себе всякі обов'язки: допомога сім'ям вояків, комітет союзу городів та допомога біженцям».
1917 Григорій Коваленко обраний на посаду інспектора позашкільної освіти Полтавської губернії в УНР. У 1917—21 роках читав лекції з історії та гігієни на різних курсах для дорослих.
З початком постійної російської окупації Григорій Коваленко займався редакторською та літературно-мистецькою діяльністю, дослідженням життя та діяльності Гр. Сковороди, Панаса Мирного, Єв. Гребінки, Ів. Котляревського.
1926 в російській зоні окупації України широко відзначено 40-річний ювілей громадської та творчої діяльності письменника. Зі статтями про Гр. Коваленка виступили журнали «Знання», «Всесвіт», «Плутанин» та ін. Напередодні арешту та вбиства у тюрмі НКВД СССР Коваленко ще писав оповідання, виступав з лекціями, дуже багато малював.
1937 похилий віком Коваленко звинувачений у націоналізмі, викрадений із помешкання і 28 жовтня убитий працівниками НКВД у Полтавській міській в'язниці.

## Творчість
Творчість Григорія Олексійовича Коваленка мало досліджені і широкому загалу невідомі. Єдиним дослідником літературної спадщини письменника за радянських часів був Петро Ротач.
Головна книга Григорія Коваленка — «Українська історія. Оповідання з історії України» відома у 2 редакціях — першій (1906) і переробленій та доповненій (1912).
До заслуг автора праці слід віднести простоту і логічність викладу книги, при її науковості; уперше введення в навчальну книгу з історії України вступу з коротким оглядом всесвітньої історії; окреслення проблемних питань національної історії. «Українська історія…» не просто легко читалась і запам'ятовувалась, вона впливала на почуття читачів, спонукаючи їх до подальшого поглибленого вивчення історії України.
У чернігівський період життя Гриць Коваленко тісно співпрацював з видавництвом Бориса Грінченка. Тут, зокрема, вийшли його праці «Від чого вмерла Мелася», «Чума на людях» та інші. У роботах Григорія Олексійовича на медичні теми виявилася ще одна грань таланту письменника: уміння просто, популярно розповісти читачеві про непрості медичні проблеми. Так, його книжечка «Чума східна або людська. Як боронитися від неї і як її розпізнати» вийшла на замовлення Полтавської губернської думи величезним 18-тисячним накладом. Автор спромігся на кількох сторінках дати всю необхідну пересічному читачеві інформацію про цю страшну інфекцію просто, доступно, але не примітивно.
З винятковою любов'ю ставився Г. Коваленко до українського Кобзаря. Через журнал «Зоря» він звернувся до всіх літераторів і літературознавців із пропозицією ознайомитися з архівом відділення в Петербурзі, де знаходилося багато ще не відомих рукописів, малюнків, листів Тараса Шевченка. Для Григорія Олексійовича Шевченко «новий великий пророк, призваний будити народ від сну, рабства і смерті». Гриць Коваленко не лише любив великого Кобзаря, а й добре знався на його творчості. Так, у журналі «Киевская старина» за 1897 рік М. Стороженко надрукував незакінчену поему «Слов'янам», офіційно заявивши, що вона написана Т. Шевченком. Григорій Олексійович спростував висновки вже відомого на той час письменника:
|  | «Може, хтось писав цю поему під впливом Шевченка, тільки то був не сам Т. Шевченко». |

Далі він дав ґрунтовний порівняльний аналіз манери написання та мови великого поета й автора «Слов'ян».
24 лютого 1911 року на засіданні Київського тимчасового комітету у справах друку розглядалася доповідь про книжку Григорія Коваленка, видану українською мовою під назвою «Про кріпацьку неволю, як вона настала і як зникла». У цій невеликій за обсягом праці (тираж 3 тисячі екземплярів) давалася характеристика становища українських селян від Київської Русі до кінця XIX століття. На думку автора, приєднання України до Росії призвело до значного погіршення становища селянства, повного їх закріпачення. Багато говорить Г. Коваленко у своїй праці також про освіту. На його думку:
|  | «школи були чужі для народу як тому, що там була чужа мова й порядки, так і тому, що нові школи влаштовувались здебільшого не для народу, а для панів». |

Книга «Про кріпацьку неволю, як вона настала і як зникла» так і не знайшла своїх читачів. Рішенням Комітету на неї був накладений арешт, а весь тираж знищений.
Тема історії України — одна з домінуючих у літературній творчості Грицька Коваленка:
- драма «Зрада» (1904);
- повісті «Тур і Сокіл», «Дажбожі діти» (1919);
- неопубліковані романи «Над Десною» (1936), «Юрко Соколенко» (1937).

Григорій Коваленко — автор біографічно-літературознавчих праць про Гр. Сковороду, Ів. Котляревського, Єв. Гребінку, С. Носа, Панаса Мирного. Гр. Коваленко був також відомим фольклористом та етнографом, йому належать оригінальні етнографічні розвідки, що реконструюють окремі риси української міфології, давніх вірувань, звичаїв, народної архітектури та побуту. Народністю, тонким знанням українських звичаїв пронизані численні оповідання письменника. Як дослідника та літературознавця Григорія Олексійовича цікавила доля багатьох маловідомих діячів культури. Тому він радо прийняв пропозицію «Киевской Старины» зібрати матеріал про українського етнографа та народного лікаря С. Носа.
Справою свого життя вважав Гр. Коваленко освіту народу. Турбувала його мала кількість виданої українською мовою та доступної за змістом літератури з основних галузей знань. Він писав у 1897 році:
|  | «Видано наших книжок дуже мало, винні тут не лише цензурні перепони, але й ми самі... Зумів же видати Б. Грінченко більш як 20 книжок... Нам треба наукових книжок, нехай би добрі люди складали та перекладали їх, - се не дуже трудна річ. Часи поліпшають і хмари розійдуться тільки тоді, коли ми самі потроху, своїми силами розженемо ці хмари щоденною працею, ніколи не забуваючи своїх обов'язків до народної освіти». |

Григорій Олексійович був також художником-самородком. Його малюнки з'являлися в багатьох журналах, виходили у вигляді поштових листівок. Першим його опублікованим малюнком було зображення могили Тараса Шевченка. Художник також створив портрети багатьох українських письменників (Т. Шевченка, Г. Квітки-Основ'яненка, Є. Гребінки, П. Куліша та інших); у журналі «Зоря» постійно публікувалися його ілюстрації до поем Шевченка.

## Виноски
1. ↑  Юренко О. П. Коваленко Грицько [Архівовано 24 Вересня 2015 у Wayback Machine.] // Енциклопедія історії України. — К. : Наукова думка, 2007. — Т. 4. — ISBN 978-966-00-0692-8. — С. 380
2. ↑  Коваленко Г. Лист до редакції // Зоря, 1897, с. 439